# Dâlga (okręg Călărași)
Dâlga – wieś w Rumunii, w okręgu Călărași, w gminie Dor Mărunt. W 2011 roku liczyła 707 mieszkańców.